# Cantón de Douai-Suroeste
El cantón de Douai-Suroeste era una división administrativa francesa, que estaba situada en el departamento de Norte y la región de Norte-Paso de Calais.

## Composición
El cantón estaba formado por cinco comunas, más una fracción de la comuna que le daba su nombre:
- Courchelettes
- Cuincy
- Douai (fracción)
- Esquerchin
- Lambres-lez-Douai
- Lauwin-Planque

## Supresión del cantón de Douai-Suroeste
En aplicación del Decreto nº 2014-167 de 17 de febrero de 2014, el cantón de Douai-Suroeste fue suprimido el 22 de marzo de 2015 y sus 6 comunas pasaron a formar parte del nuevo cantón de Douai.